# Palanutsaari (ö i Södra Savolax, Nyslott, lat 61,58, long 28,80)
Palanutsaari är en ö i Finland. Den ligger i sjön Lohijärvi och i kommunen Sulkava i den ekonomiska regionen  Nyslotts ekonomiska region  och landskapet Södra Savolax, i den sydöstra delen av landet, 260 km nordost om huvudstaden Helsingfors. Öns area är 1,7 hektar och dess största längd är 270 meter i nord-sydlig riktning.